# 忍路
忍路（おしょろ）は北海道小樽市の地名。1丁目から3丁目まである。

## 地理
小樽市西部、日本海に突き出した忍路半島とその基部に位置する。半島部の集落は、現在では小樽市街や小樽市東部の住宅街とは異なった、のどかな漁村の風貌を見せている。海岸線はニセコ積丹小樽海岸国定公園に指定されており、景勝地が連なっている。また、山側のフルーツ街道沿いは、ブドウ・リンゴなどが栽培されており、余市町・仁木町と合わせて北海道の主要な産地となっている。
東は桃内、西は蘭島に接する。

### 河川
- 蘭島川

### 海洋
- 忍路半島
  - 竜ヶ岬
  - 兜岬
- 忍路湾

## 歴史
古くは後志国忍路郡としてニシン漁で栄えた。江戸時代後期に生まれた北海道民謡・江差追分にも、
忍路高島およびもないが　せめて歌棄磯谷まで
（女人禁制の神威岬の先にある忍路や高島の漁場には行けないにしても、せめて積丹半島手前の歌棄や磯谷のあたりまでは行きたいものだ）
と、地名が歌いこまれている。
明治初期には忍路村となり、1879年（明治12年）には戸長役場が置かれた。1906年（明治39年）忍路村、塩谷村、桃内村、蘭島村が合併し新たに塩谷村が置かれその一部となった。1958年（昭和33年）塩谷村が小樽市に合併しその一部となった。
長くニシン漁で栄えたが、昭和30年（1955年）以降、ニシン水揚量が激減し、それに連れて過疎化が進んだ。

### 地名の由来
アイヌ語の「オショロ・コッ」（尻のような窪み）に由来する。

## 交通

### 鉄道
- 北海道旅客鉄道(JR北海道)函館本線
  - 地域内に駅は存在しない。蘭島駅が最寄となる。

### 路線バス
- 北海道中央バスの小樽と余市・積丹方面を結ぶ路線が運行されている。北海道中央バス余市営業所を参照。

### 道路
国道
- 国道5号(愛称：羊蹄国道)

農道
- 北後志東部広域農道(愛称：フルーツ街道)

## 施設

### 郵便局
- 忍路郵便局

### 教育機関
大学
- 北海道大学共同利用施設忍路臨海実験所

小学校
- 小樽市立忍路中央小学校

### 名所・観光スポット
- 忍路湾（ニセコ積丹小樽海岸国定公園）
- 忍路環状列石
- 忍路神社

## 祭り・イベント
- 忍路神社例大祭(7月上旬)